# Bendő

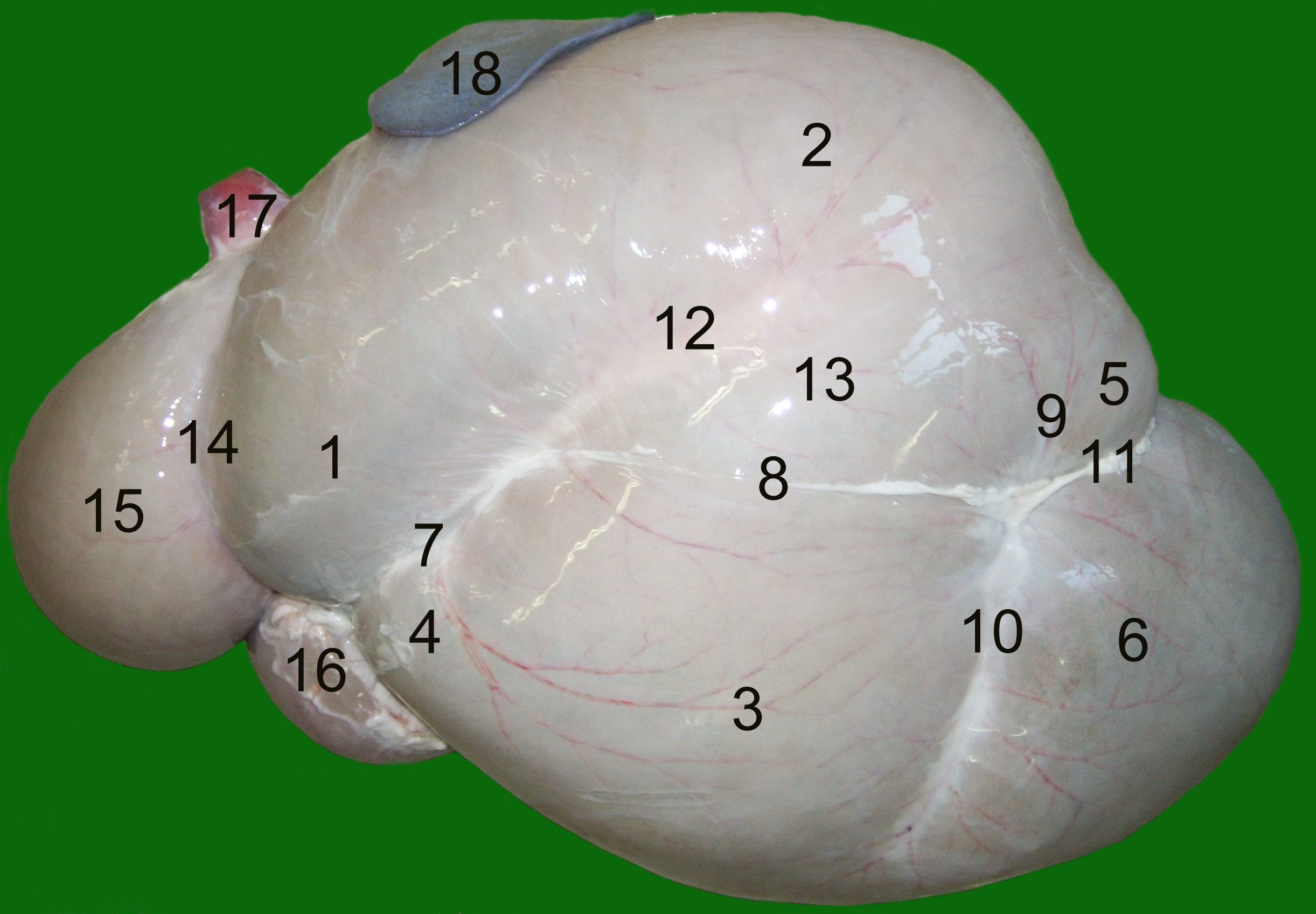
Juh bendője

A bendő (rumen) a kérődzők (Ruminantia)  és tevealakúak (Tylopoda) összetett gyomrának első és legnagyobb részlete, első előgyomra (proventriculus) melybe a legeléskor csak felületesen megrágott táplálék alkotórészek jutnak. Mérete felépítése fajonként változó, a testmérethez képest általában igen nagy űrtartalmú. Benne élénk mikrobiális tevékenység folyik.

## Elhelyezkedése
A bendő a kérődzők első előgyomra, az emésztőcső legnagyobb tágulata. A rekeszizomtól a medencéig terjed, a hasüreg bal oldalát teljesen kitölti, de hátulsó vége a hasüreg jobb oldalára is kiterjed.

## Felépítése
A bendő funkcionálisan két részre osztható, a bendőtornácra (atrium ruminis) és a tulajdonképpeni bendőre. A bendőtornác a bendő és a recésgyomor között, a nyelőcső nyílása közelében található, kúp alakú gyomorrészlet. A bendőnek két felülete (facies parietalis, facies visceralis), két széle (curvatura dorsalis, curvus ventralis) és két vége (extremitas cranialis, extremitas caudalis) van.

## Mérete
Mérete faj- és fajtafüggő, illetve életkor szerint is változik. A borjú bendője 1–3 hetes korban még csak feleakkora, mint az oltógyomor, a későbbi intenzívebb növekedés hatására éri el a felnőttkori arányokat.
A szarvasmarha bendője 95–148, a kecskéé és juhé 13–23 liter űrtartalmú.